# Carlos Jean
Pour les articles homonymes, voir Jean et Arriaga.
Pour les articles homonymes, voir Boss (homonymie).
Carlos Jean Arriaga (né le 15 février 1973 à Ferrol, en Galice) est un DJ et un producteur musical espagnol.

## Biographie

### Musique
Carlos Jean est le fils du couple formé par Jean Robert Jean, d'origine haïtienne, et de Julia Arriaga, d'origine galicienne[réf. nécessaire]. En 1998, il fonde, avec l'artiste Najwa Nimri, le groupe Najwajean. Les deux artistes publient leur premier album, No Blood, la même année, reconnu dans le monde de l'indie pop. 
Durant les années 2000, il devient l'un des grands producteurs de musique en Espagne, en travaillant notamment avec Alejandro Sanz, Miguel Bosé, Hombres G, Pastora Soler et Estopa. 

### Cinéma et télévision
En 2005, il signe la bande originale du film Ausentes de Daniel Calparsoro.
Il est guest-star à plusieurs reprises de la série à succès Un, dos, tres.

## Distinctions
Carlos Jean est nommé, à ce jour, sept fois à l'occasion des cérémonies des Latin Grammy Awards.

## Reprises
En janvier 2011, Les Petits Chanteurs de Saint-Marc, chorale française célèbre depuis le film Les Choristes, enregistrent le clip d'une reprise d'une chanson de Carlos Jean, Ay Haiti, chanson humanitaire au profit des victimes du séisme de 2010 en Haïti. La voix de la chanteuse Shakira, qui chante déjà dans la version originale du titre, est intégrée à la bande-son.